# Le Prince esclave
Le Prince esclave (titre original en italien : Le meravigliose avventure di Guerrin Meschino) est un film italien réalisé par Pietro Francisci, sorti en 1952.
Le film est basé sur Il Guerrin Meschino, une œuvre littéraire à mi-chemin de la fable et du roman de chevalerie, écrite autour de 1410 par le trouvère toscan Andrea da Barberino.

## Fiche technique
- Titre français : Le Prince esclave
- Titre original : Le meravigliose avventure di Guerrin Meschino
- Réalisation : Pietro Francisci
- Scénario : Pietro Francisci, Raul De Sarro, Alessandro Ferraù, Fiorenzo Fiorentini, Giorgio Graziosi, Weiss Ruffilli, d'après l'œuvre d'Andrea da Barberino
- Photographie : Giovanni Ventimiglia
- Montage :
- Musique : Nino Rota
- Production : Mario Francisci
- Pays de production :  Italie
- Format : Noir et blanc -
- Genre : Aventure
- Durée : 93 min.
- Dates de sortie : 
  - Italie : 13 février 1952
  - France : 28 novembre 1952